# ردارک (لوئیزیانا)
ردارک (به انگلیسی: Redoak) یک منطقهٔ مسکونی در ایالات متحده آمریکا است که در لوئیزیانا واقع شده‌است. ردارک ۴۹٫۹۹ متر بالاتر از سطح دریا واقع شده‌است.